# 7 août 1948
Le samedi 7 août 1948 est le 220e jour de l'année 1948.

## Naissances
- Bernard Belloc, économiste français
- Christian-Philippe Chanut (mort le 17 août 2013), prêtre catholique français
- Christian Ravel (mort le 14 juillet 1972), pilote motocycliste français
- Dan Haloutz, chef de l'état-major de l'armée israélienne Tsahal
- Dragan Kapičić, joueur de basket-ball serbe
- Fred Brown, joueur de basket-ball américain
- Greg Chappell, joueur de cricket australien
- Hans-Jürg Fehr, politicien suisse
- James P. Allison, immunologiste américain
- Jean-Pierre Guitard, cycliste français
- Jorge Silva Melo, metteur en scène, scénariste, réalisateur et acteur portugais
- Pépito Matéo, acteur français
- Pierre Vallaud, historien français
- Walter Schmidt, athlète allemand spécialiste du lancer du marteau
- Wolfgang Haas, prélat catholique

## Décès
- Étienne Sergent (né le 13 août 1878), chercheur et biologiste français
- Charles Bryant (né le 8 janvier 1879), réalisateur et acteur britannique
- Joseph Huby (né le 12 décembre 1878), jésuite et théologien français
- Pierre-Hubert David (né le 9 novembre 1872), politicien belge
- Viatcheslav Sirotine (né le 22 septembre 1913), aviateur soviétique

## Événements
- Louis St-Laurent est élu chef du Parti libéral du Canada[1].
- Willem Drees entre en fonction comme nouveau Premier ministre des Pays-Bas.